# 中国西安卫星测控中心
中国西安卫星测控中心，又名中国人民解放军第二十六试验训练基地（中国人民解放军63750部队），位於中国陕西省西安市咸宁东路28号，隶属中国人民解放军军事航天部队，是中国航天测控网的操作、控制和管理中心，也是北京航天飞行控制中心的轨道和控制计算备份中心。主要负责航天器的发射监控、跟踪测量、数据传送、信息处理以及回收等任务。中国西安卫星测控中心是中国组建最早、规模最大、功能最全的航天器测控与管理中心。

## 简介
1967年6月23日，中国西安卫星测控中心的前身卫星地面测量部（中国人民解放军436部队，1970年改称中国人民解放军8367部队）在陕西省渭南地区渭南县桥南公社成立，隶属中国人民解放军第二十训练基地。1975年9月，中国人民解放军第二十六试验训练基地（中国人民解放军89750部队，后改称中国人民解放军63750部队）正式成立，隶属国防科委（后来先后改隶国防科工委、中国人民解放军总装备部）。1995年6月迁至西安市。1992年，作为“中国西安卫星测控中心”正式对外开放。
1967年成立的卫星地面测量部是伴随着中国第一颗人造地球卫星东方红一号的发射而组建起来的。从1970年4月24日东方红一号发射升空起，作为中国7个地面观测站之一的中国西安卫星测控中心就开始对人造卫星进行监控工作。1984年4月8目，中国成功发射“东方红二号”OB星，这是中国首枚地球同步通信卫星，中国西安卫星测控中心利用计算机并联及软件修改，仅用4台加在一起运算速度每秒只有几十万次的晶体管计算机便完成了百万次高性能计算机的任务，成功完成“东方红二号”OB星的定位监测。2006年至2007年，中国西安卫星测控中心用时100多天，先后成功抢救了两颗发生故障的中国人造卫星。
自1975年11月29日第一次成功回收返回式卫星起，中国西安卫星测控中心开始承担航天设备的回收工作。1992年，中国载人航天工程启动。中国西安卫星测控中心承担了其中的飞船返回搜救任务。1999年至2005年，中国西安卫星测控中心先后完成了六次神舟飞船测控回收任务。其中1999年11月21日神舟一号的回收，是中国西安卫星测控中心首次成功回收太空船。
1990年代，为了适应多星发射、并行管理的需要，中国西安卫星测控中心提出测控资源最优分配策略与算法，初步实现测控网管理同航天器管理的分离。21世纪初，随着在轨航天器数量的增加，中国西安卫星测控中心自主研发了多星共位控制、星座构型控制、多星编队飞行等轨道控制软件，并推进测控系统自动化建设。截至2016年，中国西安卫星测控中心管理的在轨航天器已超过100颗，并且已经具备同期对200颗在轨航天器实施“轨道测定、状态监视、姿态调整、轨道控制、维护维修”的能力。
在深化国防和军队改革中，2015年底由中国人民解放军总装备部转隶新组建的中国人民解放军战略支援部队。2024年，由中国人民解放军战略支援部队转隶中国人民解放军军事航天部队。

## 机构设置
中国西安卫星测控中心下设机构主要有：
- 测控技术部[3]
- 航天器长期管理部[15]
- 活动测控回收部[16]
  - 第一活动测控站[17]
  - 第二活动测控站[18]
  - 着陆场站[16][19]
- 喀什测控站（1970年投入使用）[3][20][21][22]
- 佳木斯测控站（2007年投入使用）[20][23]
- 三亚测控站（2008年投入使用）[20][24]
- 长春测控站[3]
- 闽西测控站[3]
- 厦门测控站[3]
- 渭南测控站[3][14]
- 南宁测控站[3]
- 青岛测控站[3]
- 纳米比亚测控站[25]
- 卡拉奇测控站[25]
- 马林迪测控站[25]
- 圣地亚哥测控站[26]
- 通信总站[27][28]

此外该中心还设有：
- 卫星测控科技馆：位于西安卫星测控中心大院内，展示卫星、长征系列火箭的模型和卫星实物，参观者还能观看卫星监测大厅。[29]
- 航天测控装备博物馆：位于陕西省渭南市桥南镇，2010年6月12日开馆。[7]

## 历任领导
| 中国人民解放军第二十六试验训练基地司令员（中国西安卫星测控中心主任） 第二十六试验训练基地司令员对外又称中国西安卫星测控中心主任。 - 王盛元（1967年—1975年9月，部队长） - 王盛元（1975年9月—？） - 夏铭智（？—1987年） - 郝岩 少将（1987年—1993年12月） - 李恒星 少将（1993年—？） - 陈严彬 少将（？—2001年） - 董德义 少将（？—2010年） - 席政 少将（2010年—2015年） - 余培军 少将（2015年12月—） | 中国人民解放军第二十六试验训练基地政治委员（中国西安卫星测控中心党委书记） 1990年代起，第二十六试验训练基地政治委员通常兼任中国西安卫星测控中心党委书记。 - 何日升（1967年—1975年9月，部队政治委员） - 李晋爱（1975年9月—？） - 梁芝泮 少将（？—1989年） - 葛焕标 少将（1989年—1993年） - 王永德 少将（1993年2月—1999年1月，党委书记兼政委） - 王明升 少将（1999年—2006年，党委书记兼政委） - 张胜勤 少将（2006年—2010年，党委书记兼政委） - 刘建国 少将（2010年—2015年，党委书记兼政委） - 祁亚虎 少将（2015年12月—，党委书记兼政委） |

中国人民解放军第二十六试验训练基地总工程师（中国西安卫星测控中心总工程师）
……
- 张凤翔（？—？）[55]

……
- 李济生 少将（？—？）[56][57]
- 陈长贵 少将（？—？）[58]
- 席政 少将（？—2010年）[59]
- 胡正海 少将（2010年—2011年）[60]
- 肇刚 少将（2011年—）[61]